# Juan Bautista Alberdi (Tucumán)
Juan Bautista Alberdi (auch Ciudad Alberdi) ist die Hauptstadt des gleichnamigen Departamento Juan Bautista Alberdi in der Provinz Tucumán im Nordwesten Argentiniens. 
Stadt und Departamento liegen im Süden der Provinz und verdanken ihren Namen dem Politiker, Juristen und Schriftsteller aus Tucumán, Juan Bautista Alberdi. Juan Bautista Alberdi hat 23.142 Einwohner (2001, INDEC).

## Geschichte
Juan Bautista Alberdi wurde am 26. November 1888 gegründet.

Zuckerfabrik in Juan Bautista Alberdi (Provinz Tucumán)

## Söhne und Töchter der Stadt
- Joaquín Correa (* 1994), Fußballspieler